# Tshwaane
Tshwaane est une ville du Botswana.